# Castigat ridendo mores
 (octobre 2024).
La mise en forme du texte ne suit pas les recommandations de Wikipédia : il faut le « wikifier ».
Les points d'amélioration suivants sont les cas les plus fréquents. Le détail des points à revoir est peut-être précisé sur la page de discussion.
- Les titres sont pré-formatés par le logiciel. Ils ne sont ni en capitales, ni en gras.
- Le texte ne doit pas être écrit en capitales (les noms de famille non plus), ni en gras, ni en italique, ni en « petit »…
- Le gras n'est utilisé que pour surligner le titre de l'article dans l'introduction, une seule fois.
- L'italique est rarement utilisé : mots en langue étrangère, titres d'œuvres, noms de bateaux, etc.
- Les citations ne sont pas en italique mais en corps de texte normal. Elles sont entourées par des guillemets français : « et ».
- Les listes à puces sont à éviter, des paragraphes rédigés étant largement préférés. Les tableaux sont à réserver à la présentation de données structurées (résultats, etc.).
- Les appels de note de bas de page (petits chiffres en exposant, introduits par l'outil «  Source ») sont à placer entre la fin de phrase et le point final[comme ça].
- Les liens internes (vers d'autres articles de Wikipédia) sont à choisir avec parcimonie. Créez des liens vers des articles approfondissant le sujet. Les termes génériques sans rapport avec le sujet sont à éviter, ainsi que les répétitions de liens vers un même terme.
- Les liens externes sont à placer uniquement dans une section « Liens externes », à la fin de l'article. Ces liens sont à choisir avec parcimonie suivant les règles définies. Si un lien sert de source à l'article, son insertion dans le texte est à faire par les notes de bas de page.
- La présentation des références doit suivre les conventions bibliographiques. Il est recommandé d'utiliser les modèles {{Ouvrage}}, {{Chapitre}}, {{Article}}, {{Lien web}} et/ou {{Bibliographie}}. Le mode d'édition visuel peut mettre en forme automatiquement les références.
- Insérer une infobox (cadre d'informations à droite) n'est pas obligatoire pour parachever la mise en page.

Pour une aide détaillée, merci de consulter Aide:Wikification.
Si vous pensez que ces points ont été résolus, vous pouvez retirer ce bandeau et améliorer la mise en forme d'un autre article.
Castigat ridendo mores (« Il châtie/corrige par le rire les mœurs/manières ») est une expression latine généralement utilisée dans le sens de corriger les mœurs d'une société en s'en moquant, en les tournant au ridicule. Certains commentateurs suggèrent que l'expression incarne l'essence de la satire : en d'autres termes, la meilleure façon de changer les coutumes est de souligner leur absurdité et d'en rire. Le poète néo-latin français, l'abbé Jean de Santeul (1630-1697) aurait inventé l'expression,. L'expression est souvent utilisée pour expliquer l'idée de satire sociale dans les œuvres des dramaturges Molière et Marivaux, comme dans L'Avare.

## Note de la traduction
Castigat est la conjugaison à la troisième personne singulier du présent de l'indicatif du verbe castigo, as, are, qui signifie "châtier" (ce dernier mot provient d'ailleurs du premier), comme dans la locution latine Qui bene amat bene castigat : "qui aime bien châtie bien" ;
Ridendo est un gérondif, c'est-à-dire une forme déclinée du mode infinitif, ici à l'ablatif, dont la nature est ici un ablatif de moyen ("par le fait de rire") ;
Mores est le pluriel de mos, moris, et signifie mœurs, et plus précisément coutumes, traditions qui se sont imposées avec le temps comme lois tacites, des conventions sociales qu'il est tenu de respecter.